# 小野寺百合子
小野寺 百合子（おのでら ゆりこ、1906年〈明治39年〉10月1日 - 1998年〈平成10年〉3月31日）は、日本の翻訳家、随筆家、ノンフィクション作家。トーベ・ヤンソンの『ムーミンシリーズ』などの児童文学翻訳で知られる。旧姓、一戸。陸軍少将小野寺信は夫。

## 経歴
東京生まれ。東京女子高等師範学校附属高等女学校専攻科（現・お茶の水女子大学附属中学校・お茶の水女子大学附属高等学校）卒。第二次世界大戦中、公使館附武官だった夫とともにスウェーデンに滞在し、和平工作のための夫の情報活動を手伝い、暗号電文を作ったり、本国からの電文を解読したりした。60歳を過ぎてから、トーベ・ヤンソンやアストリッド・リンドグレーン、エレン・ケイなどスウェーデン文学の翻訳に従事した。

## 親族
- 父は黒羽藩藩主、大関増徳（増式）六男一戸寛（陸軍大将一戸兵衛嫡養子）、陸軍皇族付武官少佐
- 母は陸軍大将男爵大久保春野三女くに。母方叔父洋画家和田三造
- 夫 - 小野寺信（陸軍少将、元・ストックホルム駐在武官）
- 長男 - 小野寺駿一（元運輸省港湾局長、元日本港湾協会副会長）
- 次男 - 小野寺龍二（元・駐オーストリア大使）1992年在任中アルプスで遭難死
- 次女 - 大鷹節子（日本チェコ協会名誉会長、夫は元・駐オランダ大使の大鷹正。正の双子の兄も外交官の大鷹弘であり、弘の夫人は元・参議院議員で女優の李香蘭こと山口淑子）[1]、著書に『戦争回避の英知』朝日新聞出版等がある。
- 従兄弟 - 大関和雄（元東大教授）、風野晴男（元東京工芸大学教授）、風野正治（元八王子市主幹）

## 著書

### 単著
- 『バルト海のほとりにて 武官の妻の大東亜戦争』共同通信社、1985、新版2005／朝日文庫 1992
  - 『いわゆる北欧における和平工作』 自費出版 1988。2分冊
- 『私の明治・大正・昭和－戦争と平和の八十年』共同通信社 1990
- 『スウェーデンの歳月』共同通信社 1995
- 『バルト海のほとりの人びと 心の交流をもとめて』新評論 1998、新版2016

### 共著・編著
- 『スウェーデンの社会福祉』一番ケ瀬康子共著、全国社会福祉協議会 1968、1972
- 『スウェーデンにおける地域の在宅サービスの供給システムの紹介とその分析』東京都福祉局総務部調査課
- 『記憶のなかの日露関係　日露オーラルヒストリー』日ロ歴史を記録する会編、彩流社、2017。第1章に回顧談

## 翻訳
- トーベ・ヤンソン著
  - 『トーベ・ヤンソン全集 6 ムーミンパパ海へいく』講談社 1968 のち講談社文庫 新版2011
  - 『トーベ・ヤンソン全集 2 ムーミンパパの思い出』講談社 1969 のち講談社文庫 新版2011
  - 『少女ソフィアの夏』講談社 1979
  - 『ムーミン谷へのふしぎな旅』講談社 1980
- ガンヒルド・セーリン著
  - 『きょうだいトロルのぼうけん』 学習研究社 1971
- アストリッド・リンドグレーン著
  - 『エーミール物語 3 エーミールと六十ぴきのざりがに』講談社 1972 のち講談社文庫
- エレン・ケイ著
  - 『変愛と結婚』小野寺信共訳 岩波文庫（上下） 1973／新評論（改訳版） 1997
  - 『児童の世紀』小野寺信共訳 冨山房百科文庫 1979
- エルサ・ベスコフ著
  - 『ペレのあたらしいふく』福音館書店 1976
  - 『ブルーベリーもりでのプッテのぼうけん』福音館書店 1977
  - 『ウッレと冬の森』らくだ出版 1981
  - 『クローカ博士の発明』佑学社 1982
- バルブロ・リンドグレン著
  - 『ママときかんぼぼうや』佑学社 1981
  - 『マックスのクッキー』佑学社 1982
  - 『マックスのくまちゃん』佑学社 1982
  - 『マックスのじどうしゃ』佑学社 1982
  - 『きかんぼぼうやのうみのたび』佑学社 1984
  - 『きかんぼぼうやといぬ』佑学社 1987
- トールビョルン・レングボルン著
  - 『エレン・ケイ教育学の研究 「児童の世紀」を出発点として』小野寺信共訳 玉川大学出版部 1982